# Ksantos
Ksantos (licijski: Arñna, grčki: Ξάνθος, latinski: Xanthus) je starogrčki grad i prijestolnica antičke Licije, danas kod mjesta Kınık u turskoj pokrajini Antaliji. Ksantos je ime dobio po istoimenoj rijeci Ksantosu (turski: Koca Çayı) koja prolazi kroz grad, a koja svoje ime duguje svojoj žutoj boji (grčki: Xanthos znači "žuto") od aluvijalnog tla doline. Ksantos je u nekim antičkim izvorima često poistvjećivan s cijelom pokrajinom Licijom. 
Ksantos je zbog jedinstvenog spoja licijske tradicije i helenističkih utjecaja, osobito vidljivog u pogrebnoj arhitekturi i epigrafskim natpisima, upisan na UNESCO-ov popis mjesta svjetske baštine u Aziji i Oceaniji 1988. godine. 

## Povijest
Prema grčkoj legendi, rijeka Ksantos je nastala porođajnim trzajima Lete, majke blizanaca Apolona i Artemide.
Ksantos spominju brojni grčki i rimski pisci. Između ostalih Strabo ga spominje kao najveći licijski grad Arñna (hetitski Arinna) na rijeci Sibros ili Sirbis (perzijski Sirbe znači "žuto"), dok Herodot ističe kako su odatle Licijci, kao jedan od "naroda s mora" oko 1200. pr. Kr. napali Hetitsko Carstvo, ali i to da su Licijci podrijetlom s Krete, a u Liciju su došli tijekom Trojanskog rata. Apijan i Herodot navode kako ga je Harpagus osvojio u ime Perzijskog Carstva 540. pr. Kr. Prema predaji Licijci su nakon neuspješne obrane opsjednutog grada uništili svoju akropolu i usmrtili svoje obitelji, te izvršili samoubulački protunapad protiv nadmoćnije perzijske vojske u kojemu su svi poginuli. Osim oko 80 obitelji koje su se zatekle izvan grada, cijelo pučanstvo Ksantosa je tada izginulo.
Za vrijeme perzijske vlasti grad je napredovao i već 520. pr. Kr. je kovao svoj novac, a 516. pr. Kr. je uvršten na popis gradova koji su plaćali danak Dariju I. Prosperitet Ksantosa najuočljiviji je u njegovim raskošnim grobnicama poput "Pajavine grobnice" i još slavnijeg "Nerejidskog spomenika" (slika desno) koje su u potpunosti rekonstruirane u Britanskom muzeju u Londonu. Nerejidin spomenik je direktno inspirirao Mauzolej u Halikarnasu, jedno od sedam svjetskih čuda antike. Tada je izgrađen i Letoon, Letino svetište 8 km od Ksantosa.
Kako je grad nekoliko puta mijenjao strane u Grčko-perzijskim ratovima, uništen je oko 475. – 470. pr. Kr. (bilo od strane atenskog generala Kimona ili od Perzijanaca). Grad se obnovio koncem 5. stoljeća pr. Kr. kada ga osvaja obližnji polis Telmessos (Fethiye).
Arijan je opisao mirnu predaju Ksantosa Aleksandru Velikom, dok Apijan navodi da je grad bio opljačkan. Nakon Aleksandrove smrti grad je mijenjao vlasnike. Diodor sa Sicilije navodi kako ga je Ptolemej I. Soter osvojio od Antigona. Apijan, Dion Kasije i Plutarh navode kako ga je Marko Junije Brut uništio tijekom Rimskog građanskog rata oko 42. pr. Kr., a Marko Antonije ga je dao obnoviti. Iz rimskog razdoblja su pronađeni ostaci rimskog kazališta, a Marinos je naveo da je u kasnijem antičkom razdoblju postojala i gramatička škola. Nekad je kod današnjeg sela Kemera postojao i rimski most preko rijeke Ksantos, dug preko 500 metara, od kojeg su ostali samo ostaci tri segmentna luka, najstarija na svijetu.
Grad je još bio naseljen u bizantskom dobu, kada je izgrađeno i nekoliko bazilika, no u 7. stoljeću su ga Arapi pretvorili u ruševine. Od 1838. do 1844. godine arheološka iskapanja je izveo Englez Charles Fellows koji je dao prenijeti mnoge umjetnine u Britanski muzej.

## Odlike
Istočno od rijeke Ksantos nalazi se Licijska akropola koja je oblikovana tijekom helenističkog i bizantskog razdoblja. Crkva je izgrađena na sjeveroistočnom kraju, dok je grad utvrđen zapadnim zidom od citadele, uz rijeku. Sjeverno od akropole nalazi se rimsko kazalište koje dominira rimskom agorom. Cijelo ovo područje označeno je brojnim licijskim nadgrobnim spomenicima koji se osobito spektakularno uzdižu iz ruševina. Od Vespazijanovog slavoluka, koji je na jugu, sjeverno prema helenističkoj akropoli pruža se veliko i neorganizirano arheološko nalazište Donjeg grada.
- Sfinga čuvarica iz nekropole u Ksantosu
- Pajavina grobnica
- Mauzolej-sarkofag u Ksantosu
- Ostaci rimskog mosta kod Kremera
- Nerejidin mauzolej u Britanskom muzeju, London

## Vanjske poveznice
- Službene stranice francuske arheološke mijsije u Ksantosu  Arhivirana inačica izvorne stranice od 25. prosinca 2009. (Wayback Machine) (fr.)
- Kanadska epigrafska misija  Arhivirana inačica izvorne stranice od 7. lipnja 2021. (Wayback Machine) (engl.) (fr.)